# Wanderley (futebolista)
Wanderley Santos Monteiro Júnior, mais conhecido como Wanderley (Campinas, 11 de outubro de 1988) é um futebolista brasileiro que atua como atacante. Atualmente, joga pela Ponte Preta.

## Carreira

### Ponte Preta e Cruzeiro
Começou a carreira na Ponte Preta, time de Campinas, sua cidade natal. Ganhou destaque em 2008 quando marcou sete gols na temporada, sendo quatro pelo Campeonato Paulista e três na Série B do Brasileiro. Desta forma, ainda em julho daquele ano, teve os seus direitos federativos negociados com o Cruzeiro por cerca de 2 milhões de reais.

### Santo André e São Caetano
Pouco aproveitado pelo Cruzeiro, foi emprestado ao Santo André em setembro de 2009 até o término da temporada. Naquela ocasião, o atacante não conseguiu evitar o descenso do clube paulista para a Série B do Campeonato Brasileiro, no entanto, terminou o campeonato com atuações regulares. Ao fim do seu contrato, no entanto, seguiu para o São Caetano, onde disputou o Campeonato Paulista marcando cinco gols.

### Grêmio Prudente
Apesar dos rumores de uma possível transferência para o futebol português, disputou o Campeonato Brasileiro de 2010 pelo Grêmio Prudente, clube que assim como o Santo André de 2009, foi rebaixado. Apesar do novo rebaixamento, foi mais uma vez destaque, o que o credenciou para se transferir para outro clube.

### Flamengo
Em 2011, sob o aval de Vanderlei Luxemburgo, treinador do Flamengo, o atacante e xará do treinador foi contratado para defender o clube por quatro anos.
Em 19 de janeiro de 2011, marcou seu primeiro gol pelo Flamengo na primeira rodada do Campeonato Carioca, sobre o Volta Redonda.
Em 2 de fevereiro de 2011, marcou o único tento da partida de estreia de Ronaldinho Gaúcho pelo Flamengo, garantindo a vitória sobre o Nova Iguaçu.
Marcou 7 gols com a camisa rubro negra.

### Al-Arabi
Em 6 de julho de 2011, foi vendido por 2 milhões de reais ao Al-Arabi do Qatar, .

## Estatísticas
Até 8 de abril de 2016.

### Clubes
| Clube             | Temporada         | Campeonato nacional | Campeonato nacional | Campeonato nacional | Copa nacional[a] | Copa nacional[a] | Copa nacional[a] | Competições continentais[b] | Competições continentais[b] | Competições continentais[b] | Outros torneios[c] | Outros torneios[c] | Outros torneios[c] | Total | Total | Total   |
| Clube             | Temporada         | Jogos               | Gols                | Assist.             | Jogos            | Gols             | Assist.          | Jogos                       | Gols                        | Assist.                     | Jogos              | Gols               | Assist.            | Jogos | Gols  | Assist. |
| ----------------- | ----------------- | ------------------- | ------------------- | ------------------- | ---------------- | ---------------- | ---------------- | --------------------------- | --------------------------- | --------------------------- | ------------------ | ------------------ | ------------------ | ----- | ----- | ------- |
| Ponte Preta       | 2006              | 11                  | 0                   | 0                   | —                | —                | —                | —                           | —                           | —                           | 0                  | 0                  | 0                  | 11    | 0     | 0       |
| Ponte Preta       | 2007              | 0                   | 0                   | 0                   | 0                | 0                | 0                | —                           | —                           | —                           | 0                  | 0                  | 0                  | 0     | 0     | 0       |
| Ponte Preta       | 2008              | 0                   | 0                   | 0                   | —                | —                | —                | —                           | —                           | —                           | 2                  | 3                  | 0                  | 2     | 3     | 0       |
| Ponte Preta       | Total             | 11                  | 0                   | 0                   | 0                | 0                | 0                | 0                           | 0                           | 0                           | 2                  | 3                  | 0                  | 13    | 3     | 0       |
| Cruzeiro          | 2008              | 9                   | 1                   | 0                   | —                | —                | —                | —                           | —                           | —                           | —                  | —                  | —                  | 9     | 1     | 0       |
| Cruzeiro          | 2009              | 5                   | 0                   | 1                   | —                | —                | —                | 1                           | 0                           | 1                           | 5                  | 3                  | 0                  | 11    | 3     | 2       |
| Cruzeiro          | Total             | 14                  | 1                   | 1                   | 0                | 0                | 0                | 1                           | 0                           | 1                           | 5                  | 3                  | 0                  | 20    | 4     | 2       |
| Santo André       | 2009              | 10                  | 4                   | 0                   | —                | —                | —                | —                           | —                           | —                           | —                  | —                  | —                  | 10    | 4     | 0       |
| Santo André       | Total             | 10                  | 4                   | 0                   | 0                | 0                | 0                | 0                           | 0                           | 0                           | 0                  | 0                  | 0                  | 10    | 4     | 0       |
| São Caetano       | 2010              | —                   | —                   | —                   | —                | —                | —                | —                           | —                           | —                           | 22                 | 5                  | 0                  | 22    | 5     | 0       |
| São Caetano       | Total             | 0                   | 0                   | 0                   | 0                | 0                | 0                | 0                           | 0                           | 0                           | 22                 | 5                  | 0                  | 22    | 5     | 0       |
| Grêmio Barueri    | 2010              | 17                  | 5                   | 0                   | —                | —                | —                | 2                           | 0                           | 0                           | —                  | —                  | —                  | 19    | 5     | 0       |
| Grêmio Barueri    | Total             | 17                  | 5                   | 0                   | 0                | 0                | 0                | 2                           | 0                           | 0                           | 0                  | 0                  | 0                  | 19    | 5     | 0       |
| Flamengo          | 2011              | 6                   | 0                   | 1                   | 5                | 3                | 1                | —                           | —                           | —                           | 14                 | 4                  | 1                  | 25    | 7     | 3       |
| Flamengo          | Total             | 6                   | 0                   | 1                   | 5                | 3                | 1                | 0                           | 0                           | 0                           | 14                 | 4                  | 1                  | 25    | 7     | 3       |
| Al-Arabi          | 2011–12           | 1                   | 0                   | 0                   | —                | —                | —                | —                           | —                           | —                           | —                  | —                  | —                  | 1     | 0     | 0       |
| Al-Arabi          | 2012–13           | 15                  | 4                   | 0                   | 1                | 0                | 0                | —                           | —                           | —                           | —                  | —                  | —                  | 16    | 4     | 0       |
| Al-Arabi          | 2013–14           | 19                  | 12                  | 0                   | 1                | 3                | 0                | —                           | —                           | —                           | —                  | —                  | —                  | 20    | 15    | 0       |
| Al-Arabi          | Total             | 35                  | 16                  | 0                   | 2                | 3                | 0                | 0                           | 0                           | 0                           | 0                  | 0                  | 0                  | 37    | 19    | 0       |
| Al Sharjah        | 2014–15           | 25                  | 17                  | 2                   | 8                | 5                | 0                | —                           | —                           | —                           | —                  | —                  | —                  | 33    | 22    | 2       |
| Al Sharjah        | 2015–16           | 22                  | 14                  | 4                   | 6                | 7                | 0                | —                           | —                           | —                           | —                  | —                  | —                  | 28    | 21    | 4       |
| Al Sharjah        | Total             | 47                  | 31                  | 6                   | 14               | 12               | 0                | 0                           | 0                           | 0                           | 0                  | 0                  | 0                  | 61    | 43    | 6       |
| Total na carreira | Total na carreira | 140                 | 58                  | 8                   | 21               | 18               | 1                | 3                           | 0                           | 1                           | 43                 | 15                 | 1                  | 207   | 90    | 11      |

- a. ^ Jogos da Copa do Brasil
- b. ^ Jogos da Copa Libertadores da América e Copa Sul-Americana
- c. ^ Jogos do Campeonato Paulista, Campeonato Mineiro, Amistoso e Campeonato Carioca

|          | Data                   | Local                                 | Resultado | Adversário      | Gols | Assist. | Competição                 |
| -------- | ---------------------- | ------------------------------------- | --------- | --------------- | ---- | ------- | -------------------------- |
| Flamengo |                        |                                       |           |                 |      |         |                            |
| 1.       | 9 de janeiro de 2011   | Estádio do Café, Londrina, Brasil     | 0–0       | Londrina        | 0    | 0       | Amistoso                   |
| 2.       | 16 de janeiro de 2011  | Estádio do Café, Londrina, Brasil     | 2–1       | América Mineiro | 0    | 0       | Amistoso                   |
| 3.       | 19 de janeiro de 2011  | Nilton Santos, Rio de Janeiro, Brasil | 2–0       | Volta Redonda   | 1    | 0       | Campeonato Carioca de 2011 |
| 4.       | 22 de janeiro de 2011  | Giulite Coutinho, Mesquita, Brasil    | 2–0       | America         | 0    | 0       | Campeonato Carioca de 2011 |
| 5.       | 26 de janeiro de 2011  | Moacyrzão, Macaé, Brasil              | 2–0       | Americano       | 2    | 0       | Campeonato Carioca de 2011 |
| 6.       | 30 de janeiro de 2011  | Nilton Santos, Rio de Janeiro, Brasil | 2–1       | Vasco da Gama   | 0    | 0       | Campeonato Carioca de 2011 |
| 7.       | 2 de fevereiro de 2011 | Nilton Santos, Rio de Janeiro, Brasil | 1–0       | Nova Iguaçu     | 1    | 0       | Campeonato Carioca de 2011 |
| 8.       | 10 de março de 2011    | Moacyrzão, Macaé, Brasil              | 2–1       | Bangu           | 0    | 0       | Campeonato Carioca de 2011 |
| 9.       | 13 de março de 2011    | Nilton Santos, Rio de Janeiro, Brasil | 0–0       | Fluminense      | 0    | 0       | Campeonato Carioca de 2011 |
| 10.      | 16 de março de 2011    | Arena Castelão, Fortaleza, Brasil     | 3–0       | Fortaleza       | 1    | 0       | Copa do Brasil de 2011     |
| 11.      | 20 de março de 2011    | Moacyrzão, Macaé, Brasil              | 0–0       | Cabofriense     | 0    | 0       | Campeonato Carioca de 2011 |
| 12.      | 27 de março de 2011    | Moacyrzão, Macaé, Brasil              | 3–3       | Madureira       | 0    | 1       | Campeonato Carioca de 2011 |
| 13.      | 2 de abril de 2011     | Nilton Santos, Rio de Janeiro, Brasil | 0–0       | Duque de Caxias | 0    | 0       | Campeonato Carioca de 2011 |
| 14.      | 20 de abril de 2011    | Nilton Santos, Rio de Janeiro, Brasil | 1–1       | Horizonte       | 1    | 0       | Copa do Brasil de 2011     |
| 15.      | 24 de abril de 2011    | Nilton Santos, Rio de Janeiro, Brasil | 1–1 (5–4) | Botafogo        | 0    | 0       | Campeonato Carioca de 2011 |
| 16.      | 27 de abril de 2011    | Domingão, Horizonte, Brasil           | 3–0       | Horizonte       | 0    | 1       | Copa do Brasil de 2011     |
| 17.      | 1 de maio de 2011      | Nilton Santos, Rio de Janeiro, Brasil | 0–0 (3–1) | Vasco da Gama   | 0    | 0       | Campeonato Carioca de 2011 |
| 18.      | 5 de maio de 2011      | Nilton Santos, Rio de Janeiro, Brasil | 1–2       | Ceará           | 1    | 0       | Copa do Brasil de 2011     |
| 19.      | 11 de maio de 2011     | Presidente Vargas, Fortaleza, Brasil  | 2–2       | Ceará           | 0    | 0       | Copa do Brasil de 2011     |

## Títulos
Cruzeiro
- Campeonato Mineiro: 2009

Flamengo
- Taça Guanabara: 2011
- Taça Rio: 2011
- Campeonato Carioca: 2011

Al Arabi
- Copa Sheikh Jassem: 2011